# Joan Batlle i Amell

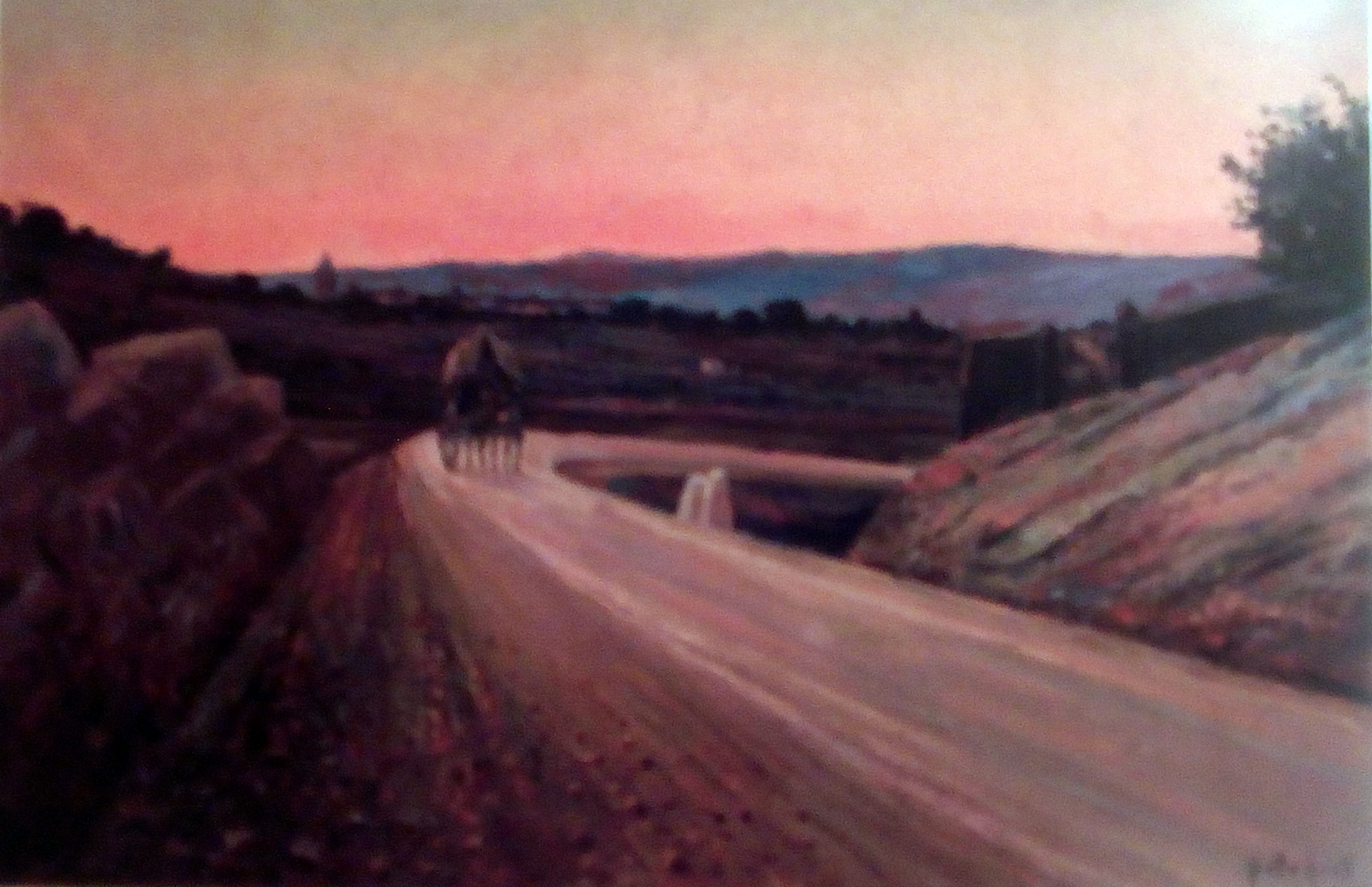
Camino de les Forques (1898), colección particular

Joan Batlle i Amell (Sitges, 1855- Sitges, 1927) fue un pintor español, miembro de la Escuela luminista de Sitges. 

## Biografía
Nació en 1855, hijo de Joan Batlle i Ribot y Maria Amell i Fabré. Hacia 1880 se integró en la Escuela luminista de Sitges, en contacto con otros artistas como Arcadi Mas i Fondevila, Joaquim de Miró, Antoni Almirall y Joan Roig i Soler. Opuestos en cierta forma a la Escuela de Olot, cuyos pintores trataban el paisaje del interior de Cataluña con una luz más suave y tamizada, los artistas sitgetanos se decantaron por la cálida y vibrante luz mediterránea y por los efectos atmosféricos de la costa del Garraf. Herederos en buena medida de Mariano Fortuny, los miembros de esta escuela buscaban reflejar con fidelidad los efectos luminosos del paisaje circundante, en composiciones armoniosas que combinaban verismo y cierta visión poética e idealizada de la naturaleza, con un sutil cromatismo y una pincelada fluida que en ocasiones fue calificada de impresionista.
Discípulo en buena medida de Roig i Soler, se centró como este en la pintura de paisaje y la marina, con un estilo parecido al de su maestro, al que sin embargo no logró alcanzar en calidad de dibujo, perspectiva y cromatismo.
Participó en la Exposición Regional de Villanueva y Geltrú de 1882, en la que por primera vez se consideró al grupo como una escuela pictórica.
En 1892 participó en la Primera Exposición Modernista, que se celebró en Sitges, con los cuadros Marina, Campanario de mi pueblo, Alfarería y Calle de San Juan. Esta fecha marcó el fin de la etapa más propiamente luminista de esta escuela, ya que el auge del incipiente modernismo conllevó la paulatina disolución del grupo, que se plasmó además en la marcha de Roig i Soler de Sitges para establecerse en Barcelona. Con posterioridad la mayoría de estos artistas evolucionó de forma diversa. Batlle continuó en buena medida con el estilo luminista, aunque de una manera más personal y heterogénea.
El 30 de junio de 1893 firmó junto a otros artistas como testigo para la adquisición de la finca Cau Ferrat, destinada posteriormente a museo de Santiago Rusiñol y el modernismo catalán.
Participó en la Exposición de Bellas Artes de Barcelona de 1894 con la obra Un rincón de campo y de 1898 con Camino de les Forques.